# カーボンブラック

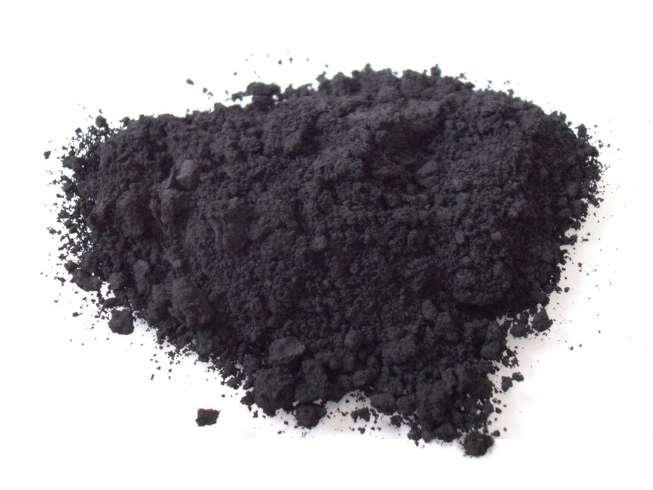
カーボンブラックの外観

カーボンブラック（carbon black）は、工業的に品質制御して製造される直径3-500 nm程度の炭素の微粒子。化学的には単体の炭素として扱われるが、表面には様々な官能基が残存した複雑な組成を持ち、いわゆる無定形炭素と呼ばれるものに含まれる。

## 概要
化学業界ではカー黒（かーくろ）の俗称も使用される。一般的には石炭乾留で副生されるクレオソート油、石油精製等で副生される重質芳香族油など、油やガスを不完全燃焼させて得るか、アセチレンなどといった炭化水素を熱分解して製造する。不完全燃焼で生じる炭素の微粒子として、広義の用語であるスス（煤）は一般に工業的に品質制御して製造されていない副生物を指して呼ぶが、伝統的な製法で作られる墨の材料のススは、品質制御して作られており、カーボンブラックの一種と考えられる。
粒子径（粒の大きさ）、ストラクチャー（粒子のつながり）、表面性状（官能基）をさまざまに変えることにより特性が大きく変わり、これらは製造法によりある程度コントロールできる。黒度や塗料との親和性を変えたり、導電性を持たせたることも可能である。

### 総称としてのカーボンブラック
黒色顔料を指す語としての「カーボンブラック」はふつう冒頭で定義した炭素の微粒子を指す。広義には炭素からなる黒色顔料の総称である。

## 用途
粒子表面の官能基を制御することにより、ゴムとなじみがよい性質を持たせやすい。このため、ゴム製品に補強材として添加される用途が使用量の90％を超えている。カーボンブラックを補強材として含む製品としては車のタイヤがよく知られており、カーボンブラック需要の約70％を占める（タイヤが黒いのはそのためである）。黒色以外のゴム製品には代わりに湿式シリカ（二酸化ケイ素）が添加されるが、このことからシリカはカーボンの代替という意味でホワイトカーボンとも呼ばれる。それ以外にも、黒い色を利用して黒色顔料としても使われ、カラー用カーボンと総称される。顔料としてのカーボンブラックの C.I. Name はPigment Black 7で、塗料、印刷インキ用の着色顔料として使用される。他にも電子・電気材料に導電性を持たせたり、紫外線を吸収させるような機能性を持たせる用途がある。
一般には黒色粉末であるが、工業用にはプラスチックやゴムと予備混合したマスターバッチや水などにコロイドとして分散させた液状品も販売されている。粉末品は袋に入れる他、タンクローリーで輸送される例がある。
具体的な用途は広範にわたり、下記のようなものが代表例である。
- タイヤ、ベルト、ゴムシート、緩衝材・防舷材、機械部品等のゴム製品の補強材（上述）。タイヤやベルトにはハードカーボンと呼ばれる耐摩耗性の高いタイプを使用する。
- 塗料、印刷インキ、墨汁、着色顔料（上述）。液体中に分散させる他、直接プラスチックと混合して[5]、着色させる用途にも用いられる。
- 静電コピー機のトナー：着色プラスチックを粉砕して微粒化して用いられる。
- 電線の被覆材：合成樹脂に配合して使用。紫外線の吸収性が高い性質を利用したものである。
- 導電性付与剤：導電性ゴムを含む電子部品の成型材料に添加したり、乾電池に使用する。
- フロッピーディスクなどの磁気記録媒体への添加剤
- 化粧品のマスカラやアイライナーへの添加材：染料との併用。
- 食品着色料。

## 種類

### 製造法別
炭素微粒子は製造法により特徴が大きく変わるため、製造法の名でしばしば分類される。主な製造法（呼称）を挙げる。
ファーネス法（ファーネスブラック）
油やガスを高温ガス中で不完全燃焼させてカーボンブラックを得る製造法。燃焼させる原料により、オイルファーネスとガスファーネスに細分化される。大量生産に向き、粒子径やストラクチャーをコントロールしやすい。カーボンブラック製造法の主流はオイルファーネス法で、通常カーボンブラックとして流通している殆どがこのファーネスブラックである。
チャンネル法（チャンネルブラック）
天然ガスを燃焼させ、チャンネル鋼に析出させたものを掻き集めて得る、超微粒のカーボンブラック。ガスブラックとも呼ばれる。
アセチレン法（アセチレンブラック）
アセチレンガスを熱分解して得る。導電性が高く、不純物が少ない。
サーマル法（サーマルブラック）
蓄熱した炉の中でガスの燃焼と分解を繰り返して製造する。粗粒子のものが得られる。

### 堅さ別
粒子の堅さによってハードカーボンとソフトカーボンに分けられる。主な品種に下記がある。
| タイプ          | 種別               | 略称 | 意味                     | ASTM コード | 粒子径 nm | 引張強さ MPa | 相対的 耐摩耗性 (実験室) | 相対的 耐摩耗性 (路面) |
| --------------- | ------------------ | ---- | ------------------------ | ----------- | --------- | ------------ | ------------------------ | ---------------------- |
| ハード カーボン | 超耐摩耗性         | SAF  | Super Abrasion Furnace   | N110        | 20–25     | 25.2         | 1.35                     | 1.25                   |
| ハード カーボン | 準超耐摩耗性       | ISAF | Intermediate SAF         | N220        | 24–33     | 23.1         | 1.25                     | 1.15                   |
| ハード カーボン | 高耐摩耗性         | HAF  | High Abrasion Furnace    | N330        | 28–36     | 22.4         | 1.00                     | 1.00                   |
| ハード カーボン | 良加工性チャンネル | EPC  | Easy Processing Channel  | N300        | 30–35     | 21.7         | 0.80                     | 0.90                   |
| ソフト カーボン | 超導電性           | XCF  | eXtra Conductive Furnace | N400        | 26–30     | --           | --                       | --                     |
| ソフト カーボン | 良押出性           | FEF  | Fast Extruding Furnace   | N550        | 39–55     | 18.2         | 0.64                     | 0.72                   |
| ソフト カーボン | 汎用性             | GPF  | General Purpose Furnace  | N600        | 49–60     | --           | --                       | --                     |
| ソフト カーボン | 高応力             | HMF  | High Modulus Furnace     | N683        | 49–73     | 16.1         | 0.56                     | 0.66                   |
| ソフト カーボン | 中補強性           | SRF  | Semi-Reinforcing Furnace | N770        | 70–96     | 14.7         | 0.48                     | 0.60                   |
| ソフト カーボン | 微粒熱分解         | FT   | Fine Thermal             | N880        | 180–200   | 12.6         | 0.22                     | --                     |
| ソフト カーボン | 中粒熱分解         | MT   | Medium Thermal           | N990        | 250–350   | 9.8          | 0.18                     | --                     |

## 生産量
2006年より中国が生産量、生産能力ともに世界一となっている。主要国の生産量と生産能力は下表の通り。

### 国別カーボンブラック生産量、生産能力
| 2012年 生産順位 | 国名           | 2012年 生産量(万トン) | 2012年 世界シェア | 2012年 能力順位 | 2012年 生産能力(万トン) | 2012年 稼働率(%) |
| --------------- | -------------- | --------------------- | ----------------- | --------------- | ----------------------- | ---------------- |
| 1               | 中国           | 430.8                 | 37.7%             | 1               | 601.0                   | 71.7%            |
| 2               | アメリカ合衆国 | 146.6                 | 12.8%             | 2               | 169.8                   | 86.3%            |
| 3               | インド         | 73.0                  | 6.4%              | 3               | 100.9                   | 72.3%            |
| 4               | ロシア         | 70.0                  | 6.1%              | 4               | 75.0                    | 93.3%            |
| 5               | 日本           | 62.5                  | 5.5%              | 5               | 72.7                    | 86.0%            |
| 6               | 韓国           | 52.3                  | 4.6%              | 6               | 60.2                    | 86.9%            |
| 7               | ブラジル       | 39.0                  | 3.4%              | 7               | 53.0                    | 73.6%            |
| 8               | タイ           | 37.5                  | 3.3%              | 8               | 51.3                    | 73.1%            |
| 9               | ドイツ         | 25.0                  | 2.2%              | 9               | 30.5                    | 82.0%            |
| 10              | イタリア       | 20.0                  | 1.8%              | 11              | 27.0                    | 74.1%            |
|                 | その他         | 184.8                 | 16.2%             |                 | 260.0                   | 71.5%            |
|                 | 世界計         | 1,141.5               | 100.0%            |                 | 1,501.4                 | 76.0%            |

2012年の日本国内生産量は 637,687 t、出荷量は 631,812 t、2013年の日本国内生産量は 608,887 t、出荷量は 616,477 tであった。減産は国内需要の停滞と需要の約21％を占めるようになった輸入品の影響による。

## メーカー

### 日本
- 旭カーボン（新潟県新潟市）- 1998年にブリヂストンの連結子会社化
- キャボットジャパン（千葉県市原市、山口県下関市）
- 東海カーボン（愛知県知多郡武豊町、宮城県石巻市、福岡県北九州市若松区）
- 日鉄カーボン（愛知県田原市） - 2014年秋より中国での生産も予定[10]
- 三菱ケミカル（福岡県北九州市八幡西区黒崎、三重県四日市市）
- デンカ（福岡県大牟田市） - アセチレンブラック（シンガポールでも生産）
- ライオン・スペシャリティ・ケミカルズ（三重県四日市市）- 導電性ケッチェンブラック

### 海外

#### 中国
- 江西黒猫炭黒 - 江西省
- 河北竜星化工
- 海印茂名環星
- 蘇州宝化 - 江蘇省
- 青州博奥
- 石家荘新星 - 河北省
- 遼寧炭黒廠 - 遼寧省
- 大光明炭黒
- 華東橡膠

#### その他
- Cancarb - カナダ（2014年に東海カーボンが買収）
- Sid Richardson Carbon - アメリカ合衆国（2018年に東海カーボンが買収）
- 中國合成橡膠 - 台湾、アメリカ合衆国、インド、中国
- キャボット - アメリカ合衆国、インドネシア、中国、マレーシアほか
- オリオン・エンジニアド・カーボンズ - ドイツ、アメリカ合衆国
- アディティア・ビルラ・グループ - インド
- OCI - 大韓民国

## 発がん性
カーボンブラックは純粋な炭素分子ではなく、表面には様々な官能基が残存しており、これが発癌性を持つ可能性がある。国際がん研究機関 (IARC)はグループ2B(ヒトに対する発癌性が疑われる)に分類している。

## 法規制
- 労働安全衛生法 - 粉じん障害防止規則。名称等を通知すべき危険物及び有害物（法第57条の2、施行令第18条の2 別表第9）（政令番号：9-130）
- 船舶安全法 - 可燃性物質類・自然発火性物質（危規則第3条危険物告示別表第1）
- 国連番号 - UN 1361 、Class 4.2 （可燃性固体。Carbon, animal or vegetable origin）